# 8239 Signac
8239 Signac eller 1153 T-2 är en asteroid i huvudbältet som upptäcktes den 29 september 1973 av den nederländsk-amerikanske astronomen Tom Gehrels och det nederländska astronomparet Ingrid van Houten-Groeneveld och Cornelis Johannes van Houten vid Palomarobservatoriet. Den är uppkallad efter Paul Signac.
Asteroiden har en diameter på ungefär 10 kilometer och den tillhör asteroidgruppen Themis.